# Waking Up the Neighbours
Waking Up the Neighbours (englisch Die Nachbarn aufwecken) ist das sechste Studioalbum des kanadischen Rocksängers Bryan Adams. Das Album erschien im September 1991, avancierte zum weltweiten Nummer-eins-Erfolg, Millionenseller und einer der kommerziell erfolgreichsten kanadischen Albumproduktionen. 

## Entstehung und Veröffentlichung
Die Erstveröffentlichung von Waking Up the Neighbours erfolgte am 24. September 1991 bei A&M Records. Das Album erschien in seiner Originalausführung als CD mit 15 Titeln (Katalognummer: 5021 5367 2).
Geschrieben und produziert wurden alle Lieder gemeinsam von Bryan Adams und Mutt Lange. Bei (Everything I Do) I Do It for You stand ihnen Koautor Michael Kamen, bei den Liedern Do I Have to Say the Words? und There Will Never Be Another Tonight Jim Vallance, zur Seite. Aufgenommen wurde das Album im Laufe der Jahre 1990 und 1991 in den Battery Studios (England) und dem The Warehouse Studio in Vancouver.

## Titelliste
1. Is Your Mama Gonna Miss Ya? (Bryan Adams, Robert John „Mutt“ Lange) – 4:40
2. Hey Honey – I′m Packin' You In! (Bryan Adams, Robert John „Mutt“ Lange, Russell, Keith Scott) – 3:59
3. Can’t Stop This Thing We Started (Bryan Adams, Robert John „Mutt“ Lange) – 4:29
4. Thought I′d Died and Gone to Heaven (Bryan Adams, Robert John „Mutt“ Lange) – 5:48
5. Not Guilty (Bryan Adams, Robert John „Mutt“ Lange) – 4:12
6. Vanishing (Bryan Adams, Robert John „Mutt“ Lange) – 5:03
7. House Arrest (Bryan Adams, Robert John „Mutt“ Lange, Jim Vallance) – 3:57
8. Do I Have to Say the Words? (Bryan Adams, Robert John „Mutt“ Lange, Jim Vallance) – 6:11
9. There Will Never Be Another Tonight (Bryan Adams, Robert John „Mutt“ Lange, Jim Vallance) – 4:40
10. All I Want Is You (Bryan Adams, Robert John „Mutt“ Lange) – 5:20
11. Depend on Me (Bryan Adams, Robert John „Mutt“ Lange, Jim Vallance) – 5:07
12. (Everything I Do) I Do It for You (Bryan Adams, Robert John „Mutt“ Lange, Michael Kamen) – 6:34
13. If You Wanna Leave Me (Can I Come Too?) (Bryan Adams, Robert John „Mutt“ Lange) – 4:43
14. Touch the Hand (Bryan Adams, Robert John „Mutt“ Lange) – 4:05
15. Don't Drop that Bomb on Me (Bryan Adams, Robert John „Mutt“ Lange) – 5:58

## Mitwirkende

### Band
Die Band, die Bryan Adams unterstützte, firmierte unter dem Namen „The Dudes of Leisure“. Sie bestand aus:
- Mickey Curry – Schlagzeug
- Keith Scott – Gitarre
- Tommy Mandel – Hammond-Orgel, Keyboard
- Dave Taylor – Bass

### Gastmusiker
Die Gastmusiker firmierten unter der Bezeichnung „The Honourary Dudes of Leisure“ und bestanden aus:
- Phil Nicholas – Keyboard
- Robbie King – Hammond–Orgel
- Larry Klein – Bass
- Bill Payne – Hammond–Orgel, Piano
- Ed Shearmur – Keyboard
- The Tuck Back Twins – Begleitgesang

## Singleauskopplungen
Aus dem Album wurden acht Singles ausgekoppelt, darunter (Everything I Do) I Do It for You, welche zu einem weltweiten Charthit und Adams’ meistverkaufte Single avancierte. Das Lied war unter anderem der Titelsong zu Robin Hood – König der Diebe.
Singles in den Charts

| Jahr | Titel                               | Höchstplatzierung, Gesamtwochen, AuszeichnungChartplatzierungen (Jahr, Titel, , Platzierungen, Wochen, Auszeichnungen, Anmerkungen) | Höchstplatzierung, Gesamtwochen, AuszeichnungChartplatzierungen (Jahr, Titel, , Platzierungen, Wochen, Auszeichnungen, Anmerkungen) | Höchstplatzierung, Gesamtwochen, AuszeichnungChartplatzierungen (Jahr, Titel, , Platzierungen, Wochen, Auszeichnungen, Anmerkungen) | Höchstplatzierung, Gesamtwochen, AuszeichnungChartplatzierungen (Jahr, Titel, , Platzierungen, Wochen, Auszeichnungen, Anmerkungen) | Höchstplatzierung, Gesamtwochen, AuszeichnungChartplatzierungen (Jahr, Titel, , Platzierungen, Wochen, Auszeichnungen, Anmerkungen) | Höchstplatzierung, Gesamtwochen, AuszeichnungChartplatzierungen (Jahr, Titel, , Platzierungen, Wochen, Auszeichnungen, Anmerkungen) | Anmerkungen                          |
| Jahr | Titel                               | DE | AT | CH | UK | US | CA | Anmerkungen                          |
| ---- | ----------------------------------- | --- | --- | --- | --- | --- | --- | ------------------------------------ |
| 1991 | (Everything I Do) I Do It for You   | DE1 Platin · (33 Wo.)DE | AT1 Platin · (28 Wo.)AT | CH1 (33 Wo.)CH | UK1 ×2Doppelplatin · (25 Wo.)UK | US1 ×3Dreifachplatin · (21 Wo.)US                                                                                                   | CA1 ×2Doppelplatin · (21 Wo.)CA | Erstveröffentlichung: Juni 1991      |
| 1991 | Can’t Stop This Thing We Started    | DE14 (19 Wo.)DE | AT14 (10 Wo.)AT | CH8 (8 Wo.)CH | UK12 (6 Wo.)UK | US2 Gold · (20 Wo.)US | CA1 Gold · (19 Wo.)CA | Erstveröffentlichung: September 1991 |
| 1991 | There Will Never Be Another Tonight | — | — | — | UK32 (3 Wo.)UK | US31 (15 Wo.)US | CA2 (14 Wo.)CA | Erstveröffentlichung: November 1991  |
| 1992 | Thought I’d Died and Gone to Heaven | DE47 (9 Wo.)DE | — | — | UK8 (7 Wo.)UK | US13 (20 Wo.)US | CA1 (18 Wo.)CA | Erstveröffentlichung: Februar 1992   |
| 1992 | Touch the Hand                      | — | — | — | — | — | CA38 (11 Wo.)CA | Erstveröffentlichung: Mai 1992       |
| 1992 | All I Want Is You                   | — | — | — | UK22 (5 Wo.)UK | — | — | Erstveröffentlichung: Juni 1992      |
| 1992 | Do I Have to Say the Words?         | DE75 (5 Wo.)DE | — | — | UK30 (3 Wo.)UK | US11 (20 Wo.)US | CA2 (20 Wo.)CA | Erstveröffentlichung: Juli 1992      |
| 1992 | Is Your Mama Gonna Miss Ya?         | — | — | — | — | — | CA36 (8 Wo.)CA | Erstveröffentlichung: Dezember 1992  |

## Rezeption

### Kontroverse
Das Album wurde in Kanada neben dem großen Verkaufserfolg bekannt durch die am Album entbrannte Kontroverse über die „Canadian-Content“-Regelung der Canadian Radio-Television and Telecommunications Commission (CRTC). Diese besagt, dass in kanadischen Radio- und Fernsehsendungen ein bestimmter Prozentsatz von kanadischer Musik ausgestrahlt werden muss. Da Waking Up the Neighbours teilweise in England aufgenommen wurde und Co-Produzent Mutt Lange aus Sambia stammt, wurde das Album nicht als rein kanadische Produktion gewertet. Obwohl eines der erfolgreichsten Alben eines kanadischen Künstlers weltweit, konnte Waking Up the Neighbours in Kanada nach der „Canadian-Content“-Regelung nicht so häufig gespielt werden, wie es von den Sendern gewünscht wurde. Der an dieser Frage entbrannte Streit hatte zur Folge, dass die „Canadian-Content“-Regelung der CRTC gelockert wurde. Mittlerweile ist es ausländischen Künstlern zumindest teilweise erlaubt, an kanadischen Produktionen mitzuwirken, ohne dass es Probleme mit der Regelung gibt.

### Rezensionen
Jose F. Promis von AllMusic schrieb: „Obwohl nicht so gut wie Reckless, markierte Bryan Adams‘ Album ‚Waking up the Neighbours‘ aus dem Jahr 1991 seinen kommerziellen Höhepunkt.“ „Waking up the Neighbors“ wurde von Robert Jon „Mutt“ Lange mitproduziert. Daher klängen viele dieser Songs so, als wären sie Aufnahmen von Def Leppard. Insbesondere „All I Want Is You“ klinge wie der zweite Teil von Pour Some Sugar on Me. Nichtsdestotrotz sei es „ein unterhaltsames Album und perfekt für diejenigen, die von ihrem Rock ’n’ Roll nichts weiter als eine altmodische gute Zeit erwarten.“

## Kommerzieller Erfolg

### Chartplatzierungen
| ChartsChartplatzierungen       | Höchstplatzierung | Wochen |
| ------------------------------ | ----------------- | ------ |
| Deutschland (GfK)              | 1 (50 Wo.)        | 50     |
| Kanada (MC)                    | 1 (69 Wo.)        | 69     |
| Österreich (Ö3)                | 1 (21 Wo.)        | 21     |
| Schweiz (IFPI)                 | 1 (30 Wo.)        | 30     |
| Vereinigte Staaten (Billboard) | 6 (75 Wo.)        | 75     |
| Vereinigtes Königreich (OCC)   | 1 (54 Wo.)        | 54     |

| ChartsJahrescharts (1991) | Platzierung |
| ------------------------- | ----------- |
| Deutschland (GfK)         | 27          |
| Österreich (Ö3)           | 25          |

| ChartsJahrescharts (1992) | Platzierung |
| ------------------------- | ----------- |
| Deutschland (GfK)         | 19          |
| Schweiz (IFPI)            | 17          |

### Auszeichnungen für Musikverkäufe
Waking Up the Neighbours verkaufte sich laut Quellen weltweit mehr als 16 Millionen Mal, davon sind über8,8 Millionen Einheiten durch Schallplattenauszeichnungen belegt.
| Land/Region                  | Auszeichnungen für Musikverkäufe (Land/Region, Auszeichnung, Verkäufe) | Verkäufe  |
| ---------------------------- | ---------------------------------------------------------------------- | --------- |
| Australien (ARIA)            | 4× Platin                                                              | 280.000   |
| Belgien (BRMA)               | 3× Platin                                                              | (150.000) |
| Dänemark (IFPI)              | Gold                                                                   | (50.000)  |
| Deutschland (BVMI)           | Platin                                                                 | (500.000) |
| Europa (IFPI)                | 3× Platin                                                              | 3.000.000 |
| Finnland (IFPI)              | Platin                                                                 | (82.230)  |
| Frankreich (SNEP)            | 2× Gold                                                                | (200.000) |
| Japan (RIAJ)                 | Gold                                                                   | 100.000   |
| Kanada (MC)                  | Diamant                                                                | 1.200.000 |
| Mexiko (AMPROFON)            | 2× Gold                                                                | 200.000   |
| Neuseeland (RMNZ)            | 4× Platin                                                              | 60.000    |
| Niederlande (NVPI)           | Platin                                                                 | (100.000) |
| Österreich (IFPI)            | Platin                                                                 | (50.000)  |
| Portugal (AFP)               | 6× Platin                                                              | (240.000) |
| Schweden (IFPI)              | 2× Platin                                                              | (200.000) |
| Schweiz (IFPI)               | 4× Platin                                                              | (200.000) |
| Spanien (Promusicae)         | Platin                                                                 | (120.000) |
| Vereinigte Staaten (RIAA)    | 4× Platin                                                              | 4.000.000 |
| Vereinigtes Königreich (BPI) | 3× Platin                                                              | (900.000) |
| Insgesamt                    | 6× Gold · 38× Platin · 1× Diamant ·                                    | 8.840.000 |

Hauptartikel: Bryan Adams/Auszeichnungen für Musikverkäufe